# F1コンストラクターの一覧
F1コンストラクターの一覧（F1コンストラクターのいちらん）では、1950年に始まった、FIA F1世界選手権に参戦したことのあるコンストラクターを一覧する。
なお、F1において「コンストラクター」とは、「マシン製造者」であり、厳密な意味において「チーム」とは異なる。ただし、現在では「チーム＝コンストラクター」であることがレギュレーション上定められている。そのため、例えば「ローラ」はチームとしての参戦は1997年シーズンなどごくわずかだが、「コンストラクター」としては多くのチームへ供給している関係から、多数の参戦経歴が記録されている。また、参戦の連続性については、資本関係などに変更があってもコンストラクター名称が同一であれば「連続して参戦している」とみなされる（マクラーレン、ウィリアムズなど）ことが一般的だが、運営母体や資本関係の変更がなくてもコンストラクター名称が変更されれば記録はリセットされる（ザウバー→アルファロメオ→キック・ザウバー、トロ・ロッソ→アルファタウリ→RB→レーシングブルズなど）ことが一般的である。また、運営母体が全く異なり、チームとしてのつながりもないが、命名権や商標権の取得によりかつて参戦していたコンストラクターの名称が用いられたロータス（チーム・ロータス、ロータス・レーシング→チーム・ロータス、ロータスF1チーム）とアルファロメオ（フルワークスチーム時代およびユーロレーシング運営時代とザウバー運営時代）や、前記したウィリアムズについてもウルフに売却される前（フランク・ウィリアムズ・レーシングカーズ）と売却後に設立した現在のチーム（ウィリアムズ・グランプリ・エンジニアリング）は文献によって記録を合算しているものもあるが、本項目では別々の記録として扱う。
ただし、近年は通算記録の位置づけが曖昧なものとなってきており、F1公式ホームページ内の「Teams」項目内にて表示される初参戦年や通算勝利数などの記録が「同一コンストラクター（チーム）名」による記録のものとは異なる表記となっているチームもあるため、脚注にて補足している。
記録は全て2024年アブダビグランプリ終了時のもの。なお、2021年から始まったスプリントのポイントを除く記録は含まない。

## 参戦コンストラクター一覧
- Key: 出走：決勝をスタートした回数、優勝：優勝回数、PP：ポールポジション回数、FL：ファステストラップ回数、表彰台：表彰台回数、得点：コンストラクターズ選手権ポイント（1958-）、WCC：コンストラクターズチャンピオン回数、WDC：ドライバーズチャンピオン輩出回数
- コンストラクターズチャンピオン制定前の1957年まではコンストラクターへのポイントが付与されなかったため、1950-1957年のみ参戦したコンストラクターについては、得点及びWCC（コンストラクターズチャンピオン獲得回数）の欄を「-」で表記している。
- インディ500[注 1]のみ参加したコンストラクターは除外。

### 2025年のF1世界選手権に参戦するコンストラクター
2025年に参戦するコンストラクターを示す。
- デフォルトの序列は出走回数順。

| 色 | 意味                                       |
| -- | ------------------------------------------ |
|    | チャンピオン獲得経験があるコンストラクター |

| 名称（和名）       | 名称（英名） | パワーユニット | 国籍               | 拠点                              | 活動年           | 出走  | 優勝 | PP  | FL  | 表彰台 | 得点     | WCC | WDC | デビュー戦                       | 前身のチーム |
| ------------------ | ------------ | -------------- | ------------------ | --------------------------------- | ---------------- | ----- | ---- | --- | --- | ------ | -------- | --- | --- | -------------------------------- | --- |
| フェラーリ         | Ferrari      | フェラーリ     | イタリアの旗       | イタリアの旗                      | 1950-            | 1,098 | 248  | 253 | 263 | 829    | 10,324.0 | 16  | 15  | 1950年 モナコGP                  | |
| マクラーレン       | McLaren      | メルセデス     | イギリスの旗       | イギリスの旗                      | 1966-            | 970   | 189  | 164 | 172 | 524    | 6,957.5  | 9   | 12  | 1966年 モナコGP                  | |
| ウィリアムズ       | Williams     | メルセデス     | イギリスの旗       | イギリスの旗                      | 1978-            | 826   | 114  | 128 | 133 | 312    | 3,631.0  | 9   | 7   | 1978年 アルゼンチンGP            | |
| レッドブル         | Red Bull     | ホンダ・RBPT   | [ 注 4 ]           | イギリスの旗                      | 2005-            | 393   | 122  | 103 | 99  | 282    | 7,837.0  | 6   | 8   | 2005年 オーストラリアGP          | スチュワート (1997-1999) ジャガー (2000-2004)                                                                         |
| メルセデス         | Mercedes     | メルセデス     | ドイツの旗         | [ 注 6 ]                          | 1954-1955, 2010- | 317   | 129  | 141 | 109 | 298    | 7,222.5  | 8   | 9   | 1954年 フランスGP                | ティレル (1970-1998) B・A・R (1999-2005) ホンダ (2006-2008) ブラウン (2009)                                           |
| ハース             | Haas         | フェラーリ     | アメリカ合衆国の旗 | アメリカ合衆国の旗 · イギリスの旗 | 2016-            | 190   | 0    | 1   | 3   | 0      | 307.0    | 0   | 0   | 2016年 オーストラリアGP          | |
| アストンマーティン | Aston Martin | メルセデス     | イギリスの旗       | イギリスの旗                      | 1959-1960, 2021- | 95    | 0    | 0   | 3   | 9      | 506.0    | 0   | 0   | 1959年 オランダGP                | ジョーダン (1991-2005) MF1 (2006) スパイカー (2007) フォース・インディア (2008-2018) レーシング・ポイント (2019-2020) |
| アルピーヌ         | Alpine       | ルノー         | フランスの旗       | イギリスの旗                      | 2021-            | 90    | 1    | 0   | 1   | 6      | 513.0    | 0   | 0   | 2021年 バーレーンGP              | トールマン (1981-1985) ベネトン (1986-2001) ルノー (2002-2011) ロータス (2012-2015) ルノー (2016-2020)                |
| キック・ザウバー   | Kick Sauber  | フェラーリ     | スイスの旗         | スイスの旗                        | 2024-            | 24    | 0    | 0   | 0   | 0      | 4.0      | 0   | 0   | 2024年 バーレーンGP              | ザウバー (1993-2005) BMWザウバー (2006-2009) ザウバー (2010-2018) アルファロメオ (2019-2023)                          |
| レーシングブルズ   | Racing Bulls | ホンダ・RBPT   | イタリアの旗       | イタリアの旗                      | 2025-            | 0     | 0    | 0   | 0   | 0      | 0.0      | 0   | 0   | 2025年 オーストラリアGP （予定） | ミナルディ (1985-2005) トロ・ロッソ (2006-2019) アルファタウリ (2020-2023) RB (2024)                                  |

参戦している全10チームのうち、7チームがイギリスに活動拠点を置いている。

### 今後参戦が予定されているコンストラクター
- アウディ（2026年） - ザウバーを買収して参戦を開始する[9]。前身のアウトウニオン時代の1930年代にグランプリへの参戦を行っていたが、F1では初参戦となる[10]。
- キャデラック（2026年） - ゼネラルモーターズ(GM)により「キャデラック」のブランド名で新規参戦[11][12]。

### かつて参戦していたコンストラクター
| 色 | 意味                                       |
| -- | ------------------------------------------ |
|    | チャンピオン獲得経験があるコンストラクター |

| 名称（和名）                                  | 名称（英名）               | 国籍                 | 活動年                                                 | 出走 | 優勝 | PP  | FL | 表彰台 | 得点  | WCC | WDC | 備考       |
| --------------------------------------------- | -------------------------- | -------------------- | ------------------------------------------------------ | ---- | ---- | --- | -- | ------ | ----- | --- | --- | ---------- |
| AFM                                           | AFM                        | ドイツの旗           | 1952-1953                                              | 4    | 0    | 0   | 0  | 0      | -     | -   | 0   |            |
| AGS                                           | AGS                        | フランスの旗         | 1986-1991                                              | 47   | 0    | 0   | 0  | 0      | 2     | 0   | 0   |            |
| ATS（イタリア）                               | ATS                        | イタリアの旗         | 1963                                                   | 5    | 0    | 0   | 0  | 0      | 0     | 0   | 0   | [ 注 13 ]  |
| ATS（ドイツ）                                 | ATS                        | ドイツの旗           | 1978-1984                                              | 89   | 0    | 0   | 0  | 0      | 7     | 0   | 0   | [ 注 15 ]  |
| B・A・R                                       | BAR                        | イギリスの旗         | 1999-2005                                              | 117  | 0    | 2   | 0  | 15     | 227   | 0   | 0   | [ 注 17 ]  |
| BMW                                           | BMW                        | ドイツの旗           | 1952-1953                                              | 2    | 0    | 0   | 0  | 0      | -     | -   | 0   | [ 注 18 ]  |
| BMWザウバー                                   | BMW Sauber                 | ドイツの旗           | 2006-2009                                              | 70   | 1    | 1   | 2  | 17     | 352   | 0   | 0   | [ 注 19 ]  |
| BRM                                           | BRM                        | イギリスの旗         | 1951, 1956-1977                                        | 197  | 17   | 11  | 15 | 61     | 433   | 1   | 1   | [ 注 20 ]  |
| BRP                                           | BRP                        | イギリスの旗         | 1963-1964                                              | 13   | 0    | 0   | 0  | 0      | 11    | 0   | 0   | [ 注 21 ]  |
| EMW                                           | EMW                        | 東ドイツの旗         | 1953                                                   | 1    | 0    | 0   | 0  | 0      | -     | -   | 0   |            |
| ENB                                           | ENB                        | ベルギーの旗         | 1962                                                   | 1    | 0    | 0   | 0  | 0      | 0     | 0   | 0   | [ 注 22 ]  |
| ERA                                           | ERA                        | イギリスの旗         | 1950-1952                                              | 7    | 0    | 0   | 0  | 0      | -     | -   | 0   |            |
| HRT                                           | HRT                        | スペインの旗         | 2010-2012                                              | 56   | 0    | 0   | 0  | 0      | 0     | 0   | 0   |            |
| HWM                                           | HMW                        | イギリスの旗         | 1951-1955                                              | 14   | 0    | 0   | 0  | 0      | -     | -   | 0   |            |
| JBW                                           | JBW                        | イギリスの旗         | 1959-1961                                              | 5    | 0    | 0   | 0  | 0      | 0     | 0   | 0   |            |
| LDS                                           | LDS                        | 南アフリカの旗       | 1962-1963, 1965, 1967-1968                             | 5    | 0    | 0   | 0  | 0      | 0     | 0   | 0   |            |
| LEC                                           | LEC                        | イギリスの旗         | 1977                                                   | 3    | 0    | 0   | 0  | 0      | 0     | 0   | 0   | [ 注 24 ]  |
| MF1                                           | MF1                        | ロシアの旗           | 2006                                                   | 18   | 0    | 0   | 0  | 0      | 0     | 0   | 0   | [ 注 26 ]  |
| OSCA                                          | O.S.C.A.                   | イタリアの旗         | 1951-1953, 1958                                        | 4    | 0    | 0   | 0  | 0      | 0     | 0   | 0   |            |
| RAM                                           | RAM                        | イギリスの旗         | 1983-1985                                              | 31   | 0    | 0   | 0  | 0      | 0     | 0   | 0   | [ 注 27 ]  |
| RB                                            | RB                         | イタリアの旗         | 2024                                                   | 24   | 0    | 0   | 1  | 0      | 46    | 0   | 0   | [ 注 28 ]  |
| アイフェラント                                | Eifelland                  | ドイツの旗           | 1972                                                   | 8    | 0    | 0   | 0  | 0      | 0     | 0   | 0   | [ 注 29 ]  |
| アストン・バターワース                        | Aston Butterworth          | イギリスの旗         | 1952                                                   | 2    | 0    | 0   | 0  | 0      | -     | -   | 0   |            |
| アルタ                                        | Alta                       | イギリスの旗         | 1950-1952                                              | 5    | 0    | 0   | 0  | 0      | -     | -   | 0   |            |
| アルファ・スペシャル                          | Alfa Special               | 南アフリカの旗       | 1963, 1965                                             | 2    | 0    | 0   | 0  | 0      | 0     | 0   | 0   | [ 注 30 ]  |
| アルファタウリ                                | AlphaTauri                 | イタリアの旗         | 2020-2023                                              | 83   | 1    | 0   | 2  | 2      | 309   | 0   | 0   | [ 注 31 ]  |
| アルファロメオ （フルワークス）               | Alfa Romeo                 | イタリアの旗         | 1950-1951, 1979-1985                                   | 110  | 10   | 12  | 14 | 26     | 50    | 0   | 2   | [ 注 32 ]  |
| アルファロメオ （ザウバー）                   | Alfa Romeo (Sauber)        | スイスの旗           | 2019-2023                                              | 104  | 0    | 0   | 2  | 0      | 149   | 0   | 0   | [ 注 34 ]  |
| アロウズ                                      | Arrows                     | イギリスの旗         | 1978-1990, 1997-2002                                   | 291  | 0    | 1   | 0  | 8      | 142   | 0   | 0   | [ 注 35 ]  |
| アンドレア・モーダ                            | Andrea Moda                | イタリアの旗         | 1992                                                   | 1    | 0    | 0   | 0  | 0      | 0     | 0   | 0   | [ 注 36 ]  |
| イーグル                                      | Eagle                      | アメリカ合衆国の旗   | 1966-1969                                              | 25   | 1    | 0   | 2  | 2      | 17    | 0   | 0   | [ 注 37 ]  |
| イソ・マールボロ                              | Iso-Marlboro               | イタリアの旗         | 1973-1974                                              | 30   | 0    | 0   | 0  | 0      | 6     | 0   | 0   | [ 注 38 ]  |
| ヴァージン                                    | Virgin                     | [ 注 39 ]            | 2010-2011                                              | 38   | 0    | 0   | 0  | 0      | 0     | 0   | 0   | [ 注 40 ]  |
| ヴァンウォール                                | Vanwall                    | イギリスの旗         | 1954-1960                                              | 28   | 9    | 7   | 6  | 13     | 57    | 1   | 0   | [ 注 41 ]  |
| ウィリアムズ（旧）                            | Williams (FWRC)            | イギリスの旗         | 1975-1976                                              | 25   | 0    | 0   | 0  | 1      | 6     | 0   | 0   | [ 注 43 ]  |
| ヴェリタス                                    | Veritas                    | ドイツの旗           | 1951-1953                                              | 6    | 0    | 0   | 0  | 0      | -     | -   | 0   |            |
| ヴェンチュリー                                | Venturi                    | フランスの旗         | 1992                                                   | 16   | 0    | 0   | 0  | 0      | 1     | 0   | 0   | [ 注 44 ]  |
| ウルフ                                        | Wolf                       | カナダの旗           | 1977-1979                                              | 47   | 3    | 1   | 2  | 13     | 79    | 0   | 0   | [ 注 45 ]  |
| エイモン                                      | Amon                       | ニュージーランドの旗 | 1974                                                   | 1    | 0    | 0   | 0  | 0      | 0     | 0   | 0   |            |
| エメリソン                                    | Emeryson                   | イギリスの旗         | 1956, 1961-1962                                        | 4    | 0    | 0   | 0  | 0      | 0     | 0   | 0   |            |
| エンサイン                                    | Ensign                     | イギリスの旗         | 1973-1982                                              | 99   | 0    | 0   | 1  | 0      | 19    | 0   | 0   | [ 注 46 ]  |
| オゼッラ                                      | Osella                     | イタリアの旗         | 1980-1990                                              | 132  | 0    | 0   | 0  | 0      | 5     | 0   | 0   | [ 注 47 ]  |
| オニクス                                      | Onyx                       | イギリスの旗         | 1989-1990                                              | 17   | 0    | 0   | 0  | 1      | 6     | 0   | 0   | [ 注 48 ]  |
| カーティス・クラフト                          | Kurtis Kraft               | アメリカ合衆国の旗   | 1959                                                   | 1    | 0    | 0   | 0  | 0      | 0     | 0   | 0   | [ 注 49 ]  |
| ギルビー                                      | Gilby                      | イギリスの旗         | 1961-1963                                              | 3    | 0    | 0   | 0  | 0      | 0     | 0   | 0   |            |
| クーパー                                      | Cooper                     | イギリスの旗         | 1950, 1952-1969                                        | 128  | 16   | 11  | 14 | 58     | 342   | 2   | 2   | [ 注 50 ]  |
| クレンク                                      | Klenk                      | ドイツの旗           | 1954                                                   | 1    | 0    | 0   | 0  | 0      | -     | -   | 0   |            |
| ケータハム                                    | Caterham                   | マレーシアの旗       | 2012-2014                                              | 56   | 0    | 0   | 0  | 0      | 0     | 0   | 0   | [ 注 51 ]  |
| コジマ                                        | Kojima                     | 日本の旗             | 1976-1977                                              | 2    | 0    | 0   | 0  | 0      | 0     | 0   | 0   |            |
| コパスカー                                    | Copersucar                 | ブラジルの旗         | 1975-1979                                              | 71   | 0    | 0   | 0  | 1      | 32    | 0   | 0   | [ 注 52 ]  |
| コローニ                                      | Coloni                     | イタリアの旗         | 1987-1991                                              | 13   | 0    | 0   | 0  | 0      | 0     | 0   | 0   | [ 注 53 ]  |
| ゴルディーニ                                  | Gordini                    | フランスの旗         | 1952-1956                                              | 33   | 0    | 0   | 1  | 2      | -     | -   | 0   | [ 注 54 ]  |
| コンニュー                                    | Connew                     | イギリスの旗         | 1972                                                   | 1    | 0    | 0   | 0  | 0      | 0     | 0   | 0   |            |
| コンノート                                    | Connaught                  | イギリスの旗         | 1952-1959                                              | 17   | 0    | 0   | 0  | 1      | 0     | 0   | 0   | [ 注 55 ]  |
| サーティース                                  | Surtees                    | イギリスの旗         | 1970-1978                                              | 118  | 0    | 0   | 3  | 2      | 53    | 0   | 0   |            |
| ザウバー                                      | Sauber                     | スイスの旗           | 1993-2005, 2010-2018                                   | 392  | 0    | 0   | 3  | 10     | 513   | 0   | 0   | [ 注 56 ]  |
| ザクスピード                                  | Zakspeed                   | ドイツの旗           | 1985-1989                                              | 53   | 0    | 0   | 0  | 0      | 2     | 0   | 0   |            |
| シムカ・ゴルディーニ                          | Simca Gordini              | フランスの旗         | 1950-1953                                              | 14   | 0    | 0   | 0  | 0      | -     | -   | 0   | [ 注 57 ]  |
| シムテック                                    | Simtek                     | イギリスの旗         | 1994-1995                                              | 21   | 0    | 0   | 0  | 0      | 0     | 0   | 0   |            |
| ジャガー                                      | Jaguar                     | イギリスの旗         | 2000-2004                                              | 85   | 0    | 0   | 0  | 2      | 49    | 0   | 0   | [ 注 58 ]  |
| シャドウ                                      | Shadow                     | [ 注 59 ]            | 1973-1980                                              | 104  | 1    | 3   | 2  | 7      | 67.5  | 0   | 0   | [ 注 60 ]  |
| シャノン                                      | Shannon                    | イギリスの旗         | 1966                                                   | 1    | 0    | 0   | 0  | 0      | 0     | 0   | 0   |            |
| ジョーダン                                    | Jordan                     | アイルランドの旗     | 1991-2005                                              | 250  | 4    | 2   | 2  | 19     | 291   | 0   | 0   | [ 注 61 ]  |
| シロッコ                                      | Scirocco                   | イギリスの旗         | 1963-1964                                              | 5    | 0    | 0   | 0  | 0      | 0     | 0   | 0   |            |
| スーパーアグリ                                | Super Aguri                | 日本の旗             | 2006-2008                                              | 39   | 0    | 0   | 0  | 0      | 4     | 0   | 0   |            |
| スカラブ                                      | Scarab                     | アメリカ合衆国の旗   | 1960                                                   | 2    | 0    | 0   | 0  | 0      | 0     | 0   | 0   |            |
| スチュワート                                  | Stewart                    | イギリスの旗         | 1997-1999                                              | 49   | 1    | 1   | 0  | 5      | 47    | 0   | 0   | [ 注 62 ]  |
| ステブロ                                      | Stebro                     | カナダの旗           | 1963                                                   | 1    | 0    | 0   | 0  | 0      | 0     | 0   | 0   |            |
| スパイカー                                    | Spyker                     | オランダの旗         | 2007                                                   | 17   | 0    | 0   | 0  | 0      | 1     | 0   | 0   | [ 注 63 ]  |
| スピリット                                    | Spirit                     | イギリスの旗         | 1983-1985                                              | 23   | 0    | 0   | 0  | 0      | 0     | 0   | 0   |            |
| セオドール                                    | Theodore                   | 香港の旗             | 1978, 1981-1983                                        | 33   | 0    | 0   | 0  | 0      | 2     | 0   | 0   | [ 注 64 ]  |
| ダラーラ                                      | Dallara                    | イタリアの旗         | 1988-1992                                              | 78   | 0    | 0   | 0  | 2      | 15    | 0   | 0   | [ 注 65 ]  |
| タルボ・ラーゴ                                | Talbot Lago                | フランスの旗         | 1950-1951                                              | 13   | 0    | 0   | 0  | 2      | -     | -   | 0   |            |
| ティレル                                      | Tyrrell                    | イギリスの旗         | 1970-1998                                              | 430  | 23   | 14  | 20 | 77     | 621   | 1   | 2   | [ 注 66 ]  |
| テクノ                                        | Tecno                      | イタリアの旗         | 1972-1973                                              | 10   | 0    | 0   | 0  | 0      | 1     | 0   | 0   |            |
| テック・メック                                | Tec-Mec                    | イタリアの旗         | 1959                                                   | 10   | 0    | 0   | 0  | 0      | 1     | 0   | 0   |            |
| デ・トマソ                                    | De Tomaso                  | イタリアの旗         | 1961-1963, 1970                                        | 10   | 0    | 0   | 0  | 0      | 0     | 0   | 0   | [ 注 67 ]  |
| デリントン・フランシス                        | Derrington-Francis         | イギリスの旗         | 1964                                                   | 1    | 0    | 0   | 0  | 0      | 0     | 0   | 0   | [ 注 68 ]  |
| トークン                                      | Token                      | イギリスの旗         | 1974                                                   | 3    | 0    | 0   | 0  | 0      | 0     | 0   | 0   |            |
| トールマン                                    | Toleman                    | イギリスの旗         | 1981-1985                                              | 57   | 0    | 1   | 2  | 3      | 26    | 0   | 0   | [ 注 69 ]  |
| トヨタ                                        | Toyota                     | 日本の旗             | 2002-2009                                              | 139  | 0    | 3   | 3  | 13     | 278.5 | 0   | 0   | [ 注 70 ]  |
| トロージャン                                  | Trojan                     | イギリスの旗         | 1974                                                   | 6    | 0    | 0   | 0  | 0      | 0     | 0   | 0   |            |
| トロ・ロッソ                                  | Toro Rosso                 | イタリアの旗         | 2006-2019                                              | 268  | 1    | 1   | 1  | 3      | 500   | 0   | 0   | [ 注 71 ]  |
| パーネリ                                      | Parnelli                   | アメリカ合衆国の旗   | 1974-1976                                              | 16   | 0    | 0   | 1  | 0      | 6     | 0   | 0   |            |
| パシフィック                                  | Pacific                    | イギリスの旗         | 1994-1995                                              | 22   | 0    | 0   | 0  | 0      | 0     | 0   | 0   |            |
| ヒル                                          | Hill                       | イギリスの旗         | 1975                                                   | 10   | 0    | 0   | 0  | 0      | 3     | 0   | 0   | [ 注 72 ]  |
| ファーガソン                                  | Ferguson                   | イギリスの旗         | 1961                                                   | 1    | 0    | 0   | 0  | 0      | 0     | 0   | 0   | [ 注 73 ]  |
| フィッティパルディ                            | Fittipaldi                 | ブラジルの旗         | 1980-1982                                              | 32   | 0    | 0   | 0  | 2      | 12    | 0   | 0   | [ 注 74 ]  |
| フォース・インディア （インド）               | Force India                | インドの旗           | 2008-2018                                              | 203  | 0    | 1   | 5  | 6      | 987   | 0   | 0   | [ 注 75 ]  |
| フォース・インディア （レーシング・ポイント） | Force India (Racing Point) | イギリスの旗         | 2018                                                   | 9    | 0    | 0   | 0  | 0      | 52    | 0   | 0   | [ 注 77 ]  |
| フォルティ                                    | Forti                      | イタリアの旗         | 1995-1996                                              | 23   | 0    | 0   | 0  | 0      | 0     | 0   | 0   |            |
| フォンドメタル                                | Fondmetal                  | イタリアの旗         | 1991-1992                                              | 19   | 0    | 0   | 0  | 0      | 0     | 0   | 0   | [ 注 78 ]  |
| ブガッティ                                    | Bugatti                    | フランスの旗         | 1956                                                   | 1    | 0    | 0   | 0  | 0      | -     | -   | 0   |            |
| フットワーク                                  | Footwork                   | イギリスの旗         | 1991-1996                                              | 91   | 0    | 0   | 0  | 1      | 25    | 0   | 0   | [ 注 79 ]  |
| ブラウン                                      | Brawn                      | イギリスの旗         | 2009                                                   | 17   | 8    | 5   | 4  | 15     | 172   | 1   | 1   | [ 注 80 ]  |
| ブラバム                                      | Brabham                    | イギリスの旗         | 1962-1987, 1989-1992                                   | 394  | 35   | 39  | 41 | 124    | 864   | 2   | 4   |            |
| フレイザー・ナッシュ                          | Frazer Nash                | イギリスの旗         | 1952                                                   | 4    | 0    | 0   | 0  | 0      | -     | -   | 0   |            |
| プロスト                                      | Prost                      | フランスの旗         | 1997-2001                                              | 83   | 0    | 0   | 0  | 3      | 35    | 0   | 0   | [ 注 81 ]  |
| ベーラ・ポルシェ                              | Behra-Porsche              | ドイツの旗           | 1959-1960                                              | 2    | 0    | 0   | 0  | 0      | 0     | 0   | 0   | [ 注 82 ]  |
| ヘスケス                                      | Hesketh                    | イギリスの旗         | 1974-1978                                              | 52   | 1    | 0   | 1  | 7      | 48    | 0   | 0   | [ 注 83 ]  |
| ベネトン                                      | Benetton                   | [ 注 84 ]            | 1986-2001                                              | 260  | 27   | 15  | 36 | 102    | 851.5 | 1   | 2   | [ 注 85 ]  |
| ベラシ                                        | Bellasi                    | イタリアの旗         | 1970-1971                                              | 2    | 0    | 0   | 0  | 0      | 0     | 0   | 0   |            |
| ペンスキー                                    | Penske                     | アメリカ合衆国の旗   | 1974-1977                                              | 40   | 1    | 0   | 0  | 3      | 23    | 0   | 0   | [ 注 86 ]  |
| ポリトイ                                      | Politoys                   | イギリスの旗         | 1972                                                   | 1    | 0    | 0   | 0  | 0      | 0     | 0   | 0   | [ 注 87 ]  |
| ポルシェ                                      | Porsche                    | ドイツの旗           | 1958-1964                                              | 30   | 1    | 1   | 0  | 5      | 48    | 0   | 0   | [ 注 88 ]  |
| ボロ                                          | Boro                       | オランダの旗         | 1976-1977                                              | 6    | 0    | 0   | 0  | 0      | 0     | 0   | 0   | [ 注 89 ]  |
| ホンダ                                        | Honda                      | 日本の旗             | 1964-1968, 2006-2008                                   | 88   | 3    | 2   | 2  | 9      | 154   | 0   | 0   | [ 注 90 ]  |
| マーチ                                        | March                      | イギリスの旗         | 1970-1977, 1981-1982, 1987-1989, 1992                  | 197  | 3    | 5   | 7  | 21     | 173.5 | 0   | 0   | [ 注 91 ]  |
| マセラティ                                    | Maserati                   | イタリアの旗         | 1950-1960                                              | 70   | 9    | 10  | 15 | 37     | 6     | 0   | 2   | [ 注 92 ]  |
| マセラティ・ミラノ                            | Maserati Milano            | イタリアの旗         | 1950-1951                                              | 4    | 0    | 0   | 0  | 0      | -     | -   | 0   | [ 注 93 ]  |
| マトラ                                        | Matra                      | フランスの旗         | 1967-1972                                              | 60   | 9    | 4   | 12 | 21     | 163   | 1   | 1   | [ 注 94 ]  |
| マノー                                        | Manor                      | イギリスの旗         | 2016                                                   | 21   | 0    | 0   | 0  | 0      | 1     | 0   | 0   | [ 注 95 ]  |
| マルシャ                                      | Marussia                   | [ 注 96 ]            | 2012-2015                                              | 21   | 0    | 0   | 0  | 0      | 2     | 0   | 0   | [ 注 97 ]  |
| マルティニ                                    | Martini                    | フランスの旗         | 1978                                                   | 4    | 0    | 0   | 0  | 0      | 0     | 0   | 0   |            |
| ミナルディ                                    | Minardi                    | イタリアの旗         | 1985-2005                                              | 340  | 0    | 0   | 0  | 0      | 38    | 0   | 0   | [ 注 98 ]  |
| メルツァリオ                                  | Merzario                   | イタリアの旗         | 1978-1979                                              | 10   | 0    | 0   | 0  | 0      | 0     | 0   | 0   |            |
| モデナ                                        | Modena                     | イタリアの旗         | 1991                                                   | 6    | 0    | 0   | 0  | 0      | 0     | 0   | 0   | [ 注 99 ]  |
| ユーロブルン                                  | Eurobrun                   | [ 注 100 ]           | 1988-1990                                              | 14   | 0    | 0   | 0  | 0      | 0     | 0   | 0   |            |
| ラルース                                      | Larrousse                  | フランスの旗         | 1993-1994                                              | 32   | 0    | 0   | 0  | 0      | 5     | 0   | 0   | [ 注 101 ] |
| ランチア                                      | Lancia                     | イタリアの旗         | 1954-1955                                              | 4    | 0    | 2   | 1  | 1      | -     | -   | 0   | [ 注 102 ] |
| リジェ                                        | Ligier                     | フランスの旗         | 1976-1996                                              | 326  | 9    | 9   | 10 | 50     | 388   | 0   | 0   | [ 注 103 ] |
| リアル                                        | Rial                       | ドイツの旗           | 1988-1989                                              | 20   | 0    | 0   | 0  | 0      | 6     | 0   | 0   | [ 注 104 ] |
| リンカー                                      | Lyncar                     | イギリスの旗         | 1974-1975                                              | 1    | 0    | 0   | 0  | 0      | 0     | 0   | 0   |            |
| ルノー                                        | Renault                    | [ 注 105 ]           | 1977-1985, 2002-2011, 2016-2020                        | 400  | 35   | 51  | 33 | 103    | 1,777 | 2   | 2   | [ 注 106 ] |
| レイトンハウス                                | Leyton House               | イギリスの旗         | 1990-1991                                              | 30   | 0    | 0   | 0  | 1      | 8     | 0   | 0   | [ 注 107 ] |
| レーシング・ポイント                          | Racing Point               | イギリスの旗         | 2019-2020                                              | 38   | 1    | 0   | 0  | 4      | 268   | 0   | 0   | [ 注 108 ] |
| レバーク                                      | Rebaque                    | メキシコの旗         | 1979                                                   | 1    | 0    | 0   | 0  | 0      | 0     | 0   | 0   | [ 注 109 ] |
| ロータス (1958-1994)                          | Lotus (Team Lotus)         | イギリスの旗         | 1958-1994                                              | 491  | 79   | 107 | 71 | 172    | 1,368 | 7   | 6   | [ 注 110 ] |
| ロータス (マレーシア、2010-2011)              | Lotus (Malaysia)           | マレーシアの旗       | 2010-2011                                              | 1    | 0    | 0   | 0  | 0      | 0     | 0   | 0   | [ 注 112 ] |
| ロータス (2012-2015)                          | Lotus (Lotus F1 Team)      | イギリスの旗         | 2012-2015                                              | 77   | 2    | 0   | 5  | 25     | 706   | 0   | 0   | [ 注 113 ] |
| ローラ                                        | Lola                       | イギリスの旗         | 1962-1963, 1967-1968, 1974-1975, 1985-1991, 1993, 1997 | 149  | 0    | 1   | 0  | 3      | 43    | 0   | 0   | [ 注 114 ] |

### 決勝レースに参戦できなかったコンストラクター
| 名称（和名）             | 名称（英名）   | 国籍               | 活動年    | 参加 | 備考                                                      |
| ------------------------ | -------------- | ------------------ | --------- | ---- | --------------------------------------------------------- |
| アルザーニ・ヴォルピーニ | Arzani-Volpini | イタリアの旗       | 1955      | 1    | マシントラブルにより決勝をスタートできなかった。          |
| アポロン                 | Apollon        | スイスの旗         | 1977      | 1    | 予選不通過                                                |
| カウーゼン               | Kauhsen        | ドイツの旗         | 1979      | 2    | 全戦予選不通過                                            |
| チシタリア               | Cisitalia      | イタリアの旗       | 1952      | 1    | 予選不通過                                                |
| フライ                   | Fry            | イギリスの旗       | 1959      | 1    | 予選不通過                                                |
| マキ                     | Maki           | 日本の旗           | 1974-1976 | 8    | 全戦予選不通過。非選手権レースでは1度予選を通過している。 |
| マクガイア               | McGuire        | オーストラリアの旗 | 1977      | 1    | 予備予選不通過                                            |
| ライフ                   | Life           | イタリアの旗       | 1990      | 14   | 全戦予備予選不通過                                        |

### エントリーはしたものの参戦しなかったコンストラクター
| 名称（和名）     | 名称（英名）   | 国籍               | エントリー年 | 備考                                                |
| ---------------- | -------------- | ------------------ | ------------ | --------------------------------------------------- |
| SVA              | SVA            | イタリアの旗       | 1950         | スイスGPにエントリーしたが参戦せず。                |
| タルボ・ダラック | Talbot-Darracq | フランスの旗       | 1950         | イタリアGPにエントリーしたが参戦せず。              |
| MSM              | MSM            | ドイツの旗         | 1953         | ドイツGPにエントリーしたが参戦せず。                |
| MBM              | MBM            | スイスの旗         | 1961         | ドイツGPにエントリーしたが参戦せず。                |
| レアルファ       | Realpha        | ローデシアの旗     | 1965         | 南アフリカGPにエントリーしたが参戦せず。            |
| コスワース       | Cosworth       | イギリスの旗       | 1969         | イギリスGPにエントリーしたが参戦せず。              |
| ベルタ           | Berta          | アルゼンチンの旗   | 1975         | 序盤2戦にエントリーしたが参戦せず。                 |
| エクストローム   | Ekström        | スウェーデンの旗   | 1986         | サンマリノGPにエントリーしたが参戦せず。            |
| トラサルディ     | Trussardi      | イタリアの旗       | 1987         | イタリアGP以降の終盤6戦にエントリーしたが参戦せず。 |
| ファースト       | First          | イタリアの旗       | 1989         | 年間エントリーしたが参戦せず。                      |
| US F1            | US F1          | アメリカ合衆国の旗 | 2010         | 年間エントリーしたが参戦せず。                      |

## 参戦に至らなかったコンストラクター
- DAMS - レイナードと共同制作したGD-01を1995年に発表したが、参戦には至らなかった。
- アンドレッティ - 2021年当初は既存チームを買収する形で新規参入を目指したが[15]、その対象となったアルファロメオ（ザウバー）[16]やハースから拒否された[17]。2023年1月にゼネラルモーターズ(GM)と組み、同社傘下のブランド「キャデラック」の名を用いた「アンドレッティ・キャデラック」として2025年からの新規参入を目指し[18]、同年10月にFIAから承認され[19]、GMも2028年からF1パワーユニット製造者登録を済ませて準備を着々と進めていったが[20]、翌2024年1月にFOMから参戦を拒否された[21]。その後、アンドレッティがチームの運営から外れ[22]、GMが主導するフルワークスチーム体制に変更し、名称を「キャデラック」単独とすることで同年11月に2026年からの新規参戦が許可されている[23]。
- ステファン - 2009年に撤退したトヨタの資産を引き継ぎ、翌2010年の参入を目指したが、参戦権を得られず断念。
- ディレクシブ - 2006年にデビッド・プライス・レーシング(DPN)と組んで2008年からの参入を目指したが却下された。
- 童夢 - 1996年にプロトタイプカーのF105を制作し、搭載するエンジンが無限ホンダということで、「オールジャパンチーム」としてのF1参戦を目指しテスト走行も行われたが、参戦するまでには至らなかった。
- フェニックス（英語版） - 2001年に撤退したプロストの資産を買い取り、翌2002年から「フェニックス・グランプリ」として参戦を目指したが、FIAに却下された。
- ブラボ（英語版） - シムテックに車両製作を依頼（ブラボ・S931）したが、チームオーナーの急死により参戦を取りやめた。
- プロドライブ - 2008年からの参入を目指したが、マシンを自社開発せずカスタマーマシンを使用することで論争となり、参戦を断念した。2010年に参戦チームを増加させるタイミングで再び参入を目指すことになったが、FIAのエントリーリストから落選し、それ以降参戦への動きは見られなくなった。
- レイナード - 1990年にベネトンを去ったロリー・バーンやパット・シモンズを迎え、1992年からの参戦を目論んだが、資金面やエンジンの確保に失敗して頓挫。レイナード在籍時にバーンが手掛けたデザインは復帰したベネトンのB192やパシフィック・PR01に反映された。前述したDAMSとの共同制作を経て、1999年から参戦を開始したB・A・Rのマシン設計を請け負ったが、2002年3月に倒産した[24]。